# Rhoshii Wells
Rhoshii Shepherd Wells (Austin, 30 de diciembre de 1976–Las Vegas, 11 de agosto de 2008) fue un deportista estadounidense que compitió en boxeo. Participó en los Juegos Olímpicos de Atlanta 1996, obteniendo una medalla de bronce en el peso medio.
En julio de 1997 disputó su primera pelea como profesional. En su carrera profesional tuvo en total 22 combates, con un registro de 18 victorias, dos derrotas y dos empates.
Murió asesinado en Las Vegas, Nevada, en agosto de 2008.

## Palmarés internacional
| Juegos Olímpicos | Juegos Olímpicos         | Juegos Olímpicos  | Juegos Olímpicos |
| Año              | Lugar                    | Medalla           | Categoría        |
| ---------------- | ------------------------ | ----------------- | ---------------- |
| 1996             | Atlanta (Estados Unidos) | Medalla de bronce | 75 kg            |